# Economia de les Comores

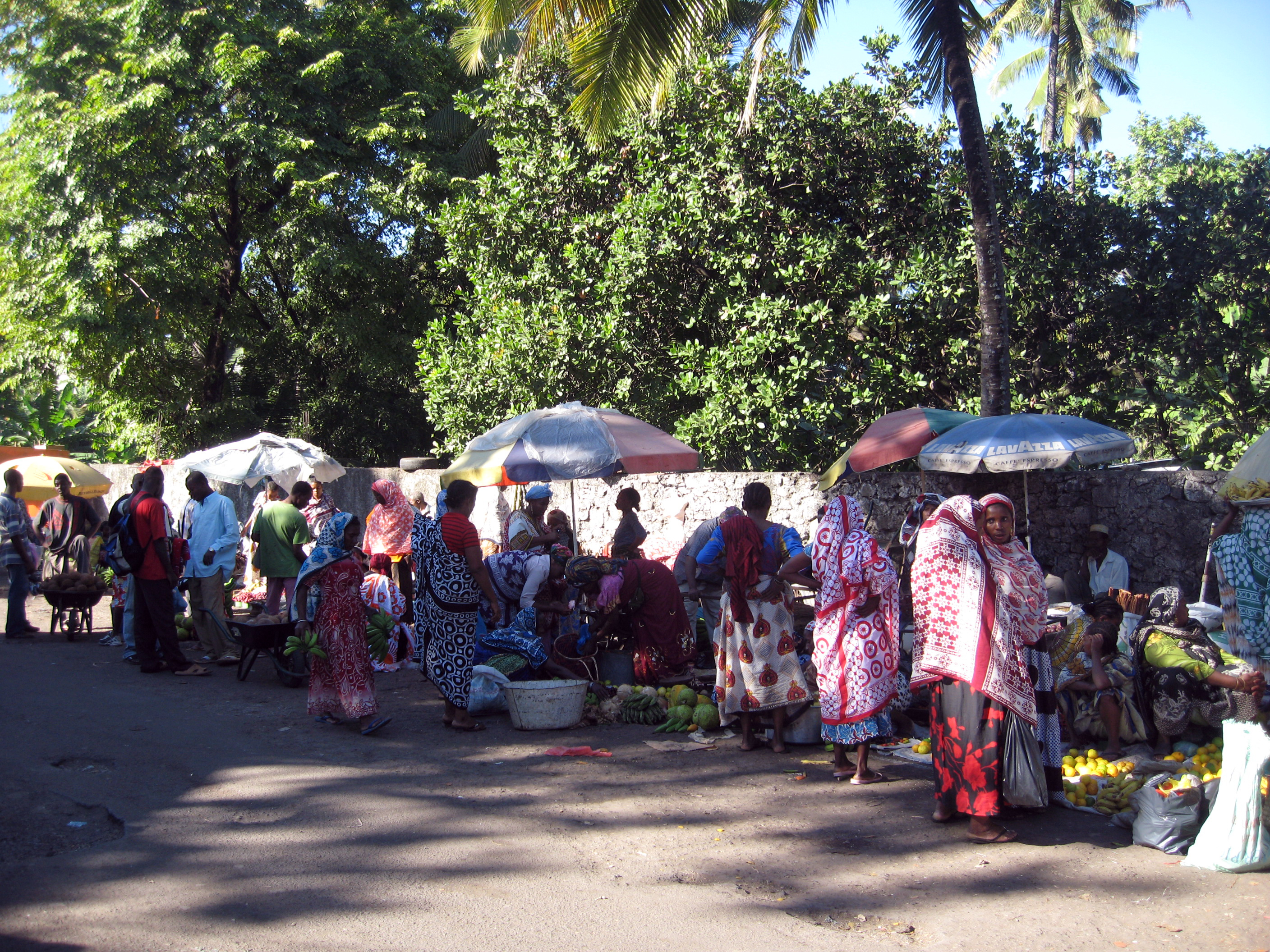
Mercat a Moroni.

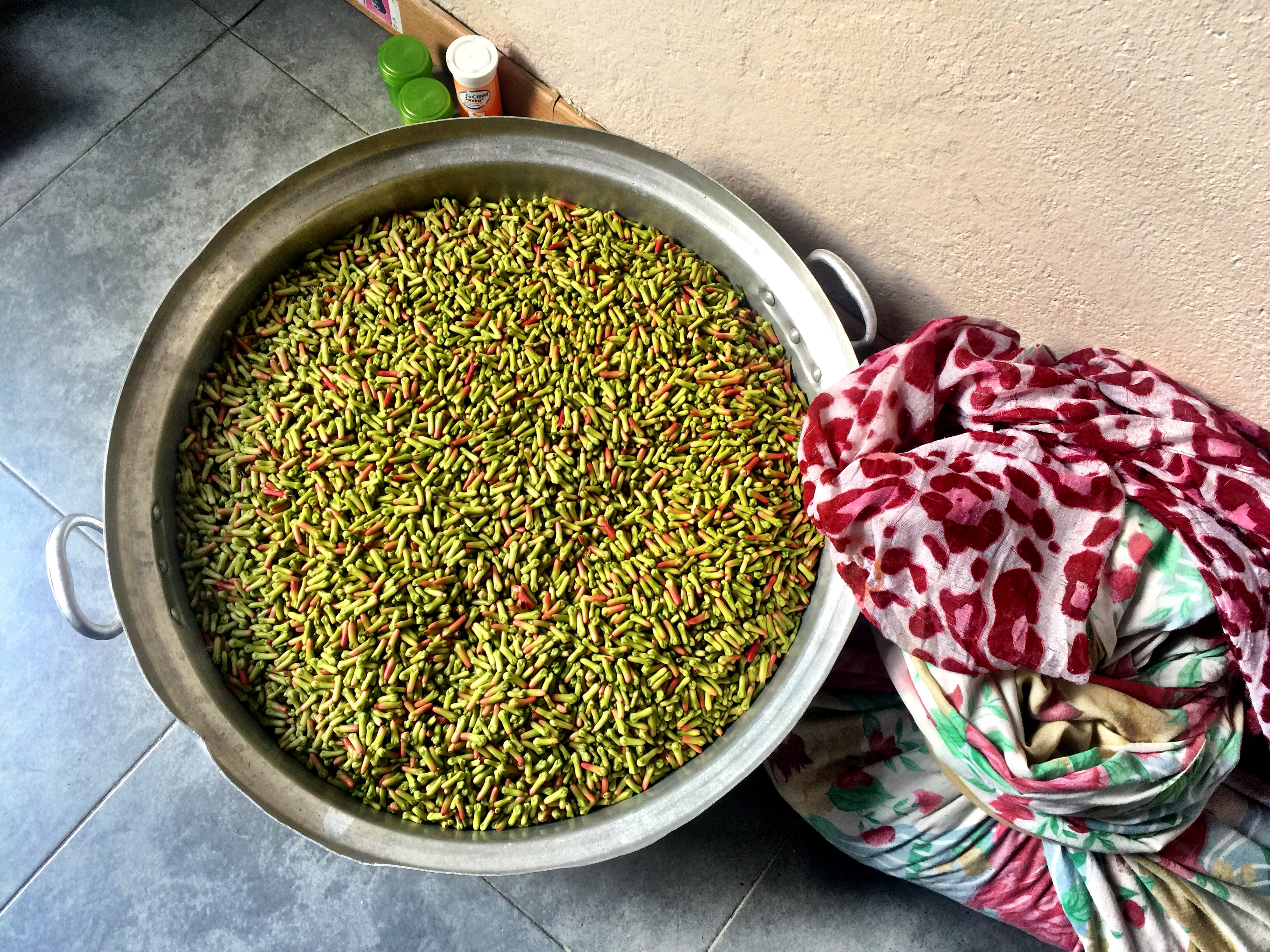
Claus d'olor a punt per assecar-se

L'IDH posa la Unió de les Comores a la 132ena posició sobre 177 països l'any 2006. L'ingrés per habitant s'ha estimat en 1.500 dòlars l'any 2016. El 2005, 60% de la població vivia a la pobresa.
La majoria de la seva població és rural i viu de la agricultura de subsistència i de la pesca. No hi ha altres sectors econòmics en creixement a les illes. Les Comores exporten principalment la vainilla, l'ilang-ilang i el clavell. La producció d'aliments al país no és suficient per a la seva població.

## Turisme
Existeixen alguns hotels, però el turisme resta molt limitat. És naturalment considerat com important, vista la debilitat dels altres recursos. Les principals debilitats que impedeixen el seu desenvolupament són:
- Manca d'estabilitat política, ja que entre 1997, després de la secessió d'Anjouan i fins a les eleccions de 2002, el govern es considerava una dictadura.
- L'absència d'inversions pel desenvolupament de la infraestructura necessària.
- L'allunyament i l'aïllament geogràfic de les Comores en fan una destinació relativament cara.
- La impossibilitat de considerar un turisme de masses que podria xocar amb les poblacions locals musulmanes.

La Unió també té alguns punts a favor seu: la presència d'una flora i fauna endèmiques així com zones protegides per al desenvolupament d'un ecoturisme. A més, la protecció mediambiental segueix l'interès d'altres activitats d'eco-desenvolupament.
Estimació de l'any 1998: Turisme - 27 000 turistes; 26 milions de dòlars de divises.